# باب السلام (البيضاء)

تعديل مصدري - تعديل

باب السلام هي إحدى قرى عزلة الشرف بمديرية البيضاء التابعة لمحافظة البيضاء، بلغ تعداد سكانها 258 نسمة حسب تعداد اليمن لعام 2004.